# Hombre de Denísova
El término homínido de Denísova, o simplemente denisovano, es el nombre dado a una especie o subespecie del género Homo, identificada a través del análisis del ADN de restos óseos descubiertos en 2010 en las cuevas de Denísova, en Altái (Siberia) y que pertenecieron a una niña a la que se denominó mujer-X. Se ha sugerido que este homínido vivió entre hace 1,00 y 0,04 millones de años en áreas en las que también vivían neandertales y Homo sapiens,
aunque su origen se encontraría en una migración (salida de África) distinta de las asociadas con humanos modernos y neandertales.
El nombre científico y su taxonomía aún no están del todo definidos, estando asignado como especie o subespecie sin determinar:
Homo denisoviensis u
Homo altaiensis,
Homo sapiens ssp. 'Denisova',
Homo sp. Altái, u
Homo sapiens altaiensis.
Se puede afirmar que existía cierta diversificación en la especie, ya que se ha demostrado hibridación con el hombre de Neandertal de quien contiene un 17 % de su ADN, y al menos dos momentos de hibridación con el Homo sapiens, pues se halla ligeramente en el ADN de poblaciones actuales procedentes de Oceanía y Asia de forma diferenciada.
Se cree que los denisovanos se separaron del hombre de Neandertal y de los humanos modernos hace unos 700 000 años.

## Descubrimiento
Un equipo de científicos del Instituto Max Planck de Antropología Evolutiva en Leipzig (Alemania), liderado por Svante Pääbo, secuenció ADN mitocondrial (mtDNA) extraído de un fragmento de hueso proveniente del dedo de una niña que fue encontrada en 2008 en las cuevas de Denísova (restos nombrados como mujer X, con nombre de catálogo Denísova 3),
en los montes Altái de Siberia, en un estrato datado en 50 000 a 30 000 años antes del presente.
En la misma capa en la que apareció el hueso, también se encontraron distintos artefactos y herramientas. El análisis del mtDNA indica la existencia de un ancestro común entre el homínido de Denísova, Homo sapiens y hombre de Neandertal, que pudo vivir hace aproximadamente un millón de años.
El ADN mitocondrial indica que este homínido procede de una migración desde África distinta a la de la entrada de Homo sapiens en Europa, a la de los ancestros de los neandertales y distinta, asimismo, del éxodo temprano de Homo erectus.

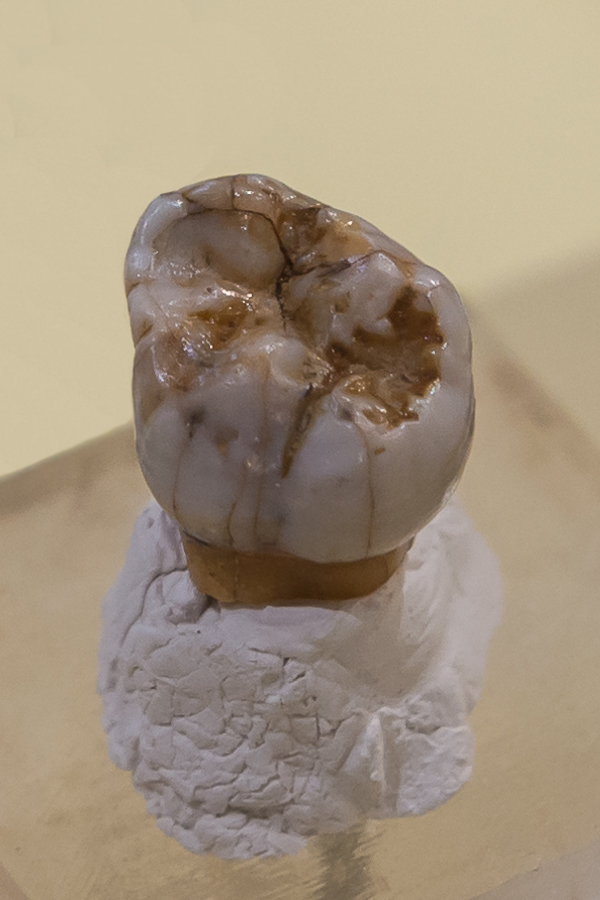
Molar (catalogado como Denísova 4). Se le extrajo dentina de una raíz para obtener ADN.

Un molar, con nombre de catálogo Denisova 4 y apodado hombre de Denísova, descubierto anteriormente en 2000 y en la misma cueva, también proporcionó ADN mitocondrial que se asemeja al del hueso del dedo. El molar presenta características morfológicas claramente diferentes a las de los neandertales y los humanos modernos, lo que confirma que pertenece a una especie con una historia evolutiva distinta.

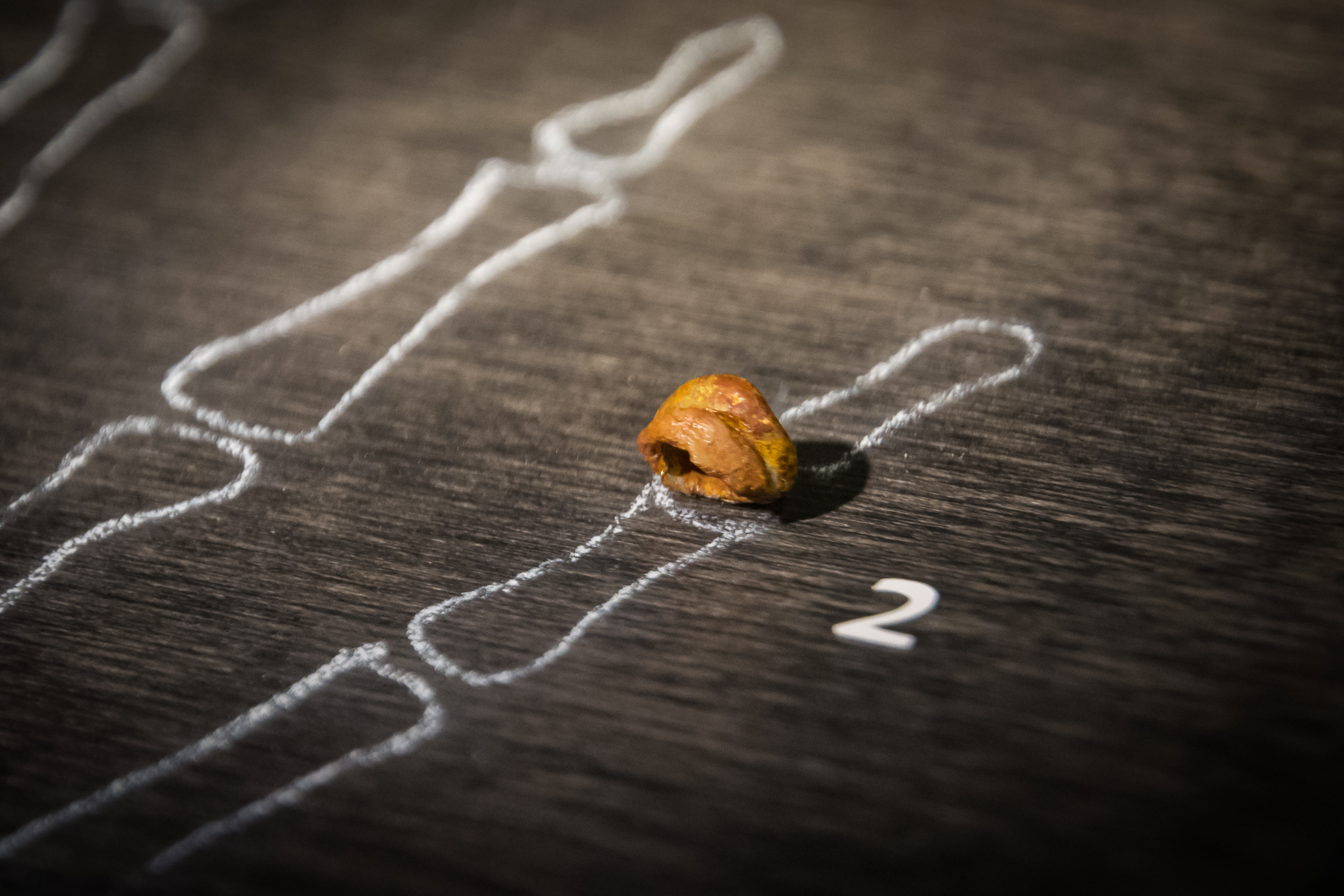
Falange distal (catalogada como Denísova 3) de la mano de un niño denisoviano.

En 2010 se descubrió una falange de pie, catalogada como Denísova 5,
que tiene una atribución incierta (Homo sp., posible H. neandertalensis o híbrido de esa especie con el homínido de Denísova) y una antigüedad similar a los otros fósiles encontrados y atribuidos a un homínido de especie distinta. El descubrimiento fue descrito en 2011 por María Borisovna Mednikova (Moscú, 1963-).
El mismo año se encontró otra muela, catalogada como Denísova 8, que aportó más material genético para el estudio y que ofreció una fecha de 60 000 años más antigua que la del otro molar, Denísova 4.
En el año 2012 fue hallado un fragmento de hueso de 2 cm, catalogado como Denisova 11, con una antigüedad de 90 000 años, perteneciente a un denisovano nombrado Denny, el cual posteriormente sería identificado como el primer híbrido de neandertal y denisovano.
En 2019, mediante el análisis de las proteínas dentales de una mandíbula datada en 160 000 años, se determinó que dicho ejemplar perteneció a un denisovano. El fósil había sido encontrado en 1980 en la cueva kárstica de Bashiya, en la meseta tibetana. En 2024, los científicos identificaron una costilla perteneciente a un nuevo individuo denisovano en la cueva de Bashiya. La capa donde se encontró data de hace entre 48 000 y 32 000 años.
En 2025, se publica un estudio donde se concluye que el "hombre dragón"  es, en realidad, un denisovano, lo que lo convierte en la primera vez que se tiene evidencia del cráneo de este homínido.

## Relaciones

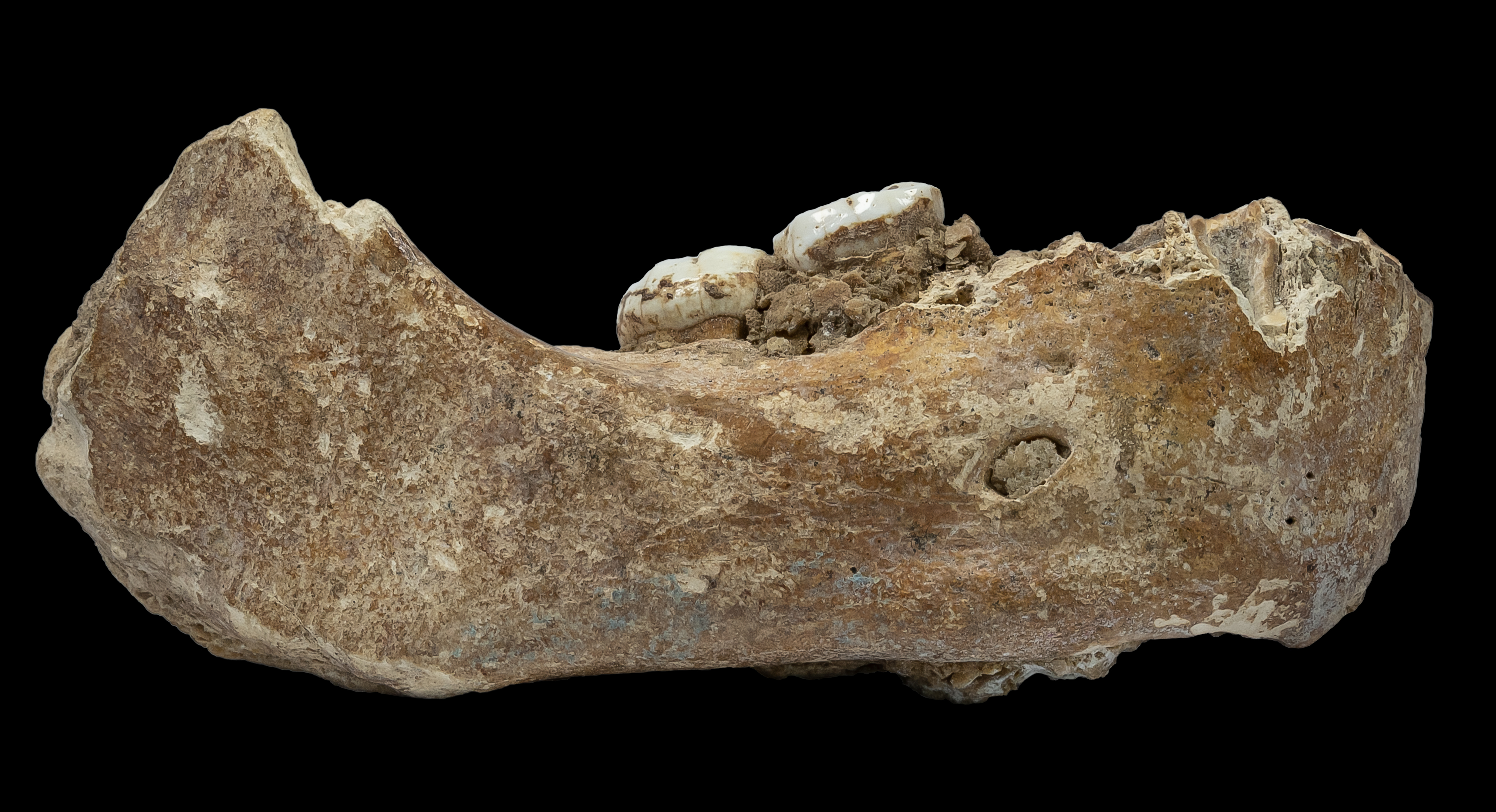
En 2019 se confirmó ―a partir del análisis genético― que la mandíbula de Xiahe encontrada en el Tíbet eran restos óseos de un denisovano.

Una vez establecida como especie diferente de neandertales y Homo sapiens, la investigación se dirige hacia establecer la relación con otros fósiles encontrados en Asia, en especial los de Homo erectus encontrados en Java y China y los de otros homínidos cuyas características morfológicas tienen diferencias y coincidencias con las de Homo erectus y Homo sapiens:
- el homínido de Hathnora, en el valle del río Narmadá (India), de hace unos 250 000 años;[23][24][25]
- el cráneo de Dali (China), que data de hace 200 000 años;
- la mujer de Jinniushan;
- el cráneo de Harbin, de 146 000 años;[26]
- la mandíbula de Zhirendong (China), de hace 106 000 años;
- el cráneo de Xuchang (China), de 100 000 años;
- el hombre de Orsang (India), que data de hace 50 000 años;[27] y
- el hombre de Solo (Java),[28]

En 2019, un equipo consiguió extraer proteínas del hueso, de la mandíbula de Xiahe ―hallada en plena meseta del Tíbet― y confirmar su clasificación taxonómica como mandíbula de un hombre de Denísova.
Este hallazgo demuestra que los Homo sapiens no fueron los primeros humanos en ocupar la meseta del Tíbet, el techo del mundo sobre el que se asienta el Himalaya, la cordillera más alta del planeta.

### Genoma nuclear
Utilizando ADN extraído de un hueso del dedo, que se ha determinado que perteneció a una pequeña de unos 7 años, un estudio internacional, liderado desde el Instituto Max Planck ha obtenido la secuencia del genoma del homínido de Denísova,
de manera que ha ratificado que se trata de una especie diferente a los neandertales y los Homo sapiens, que habría compartido con los neandertales un ancestro hace unos 650 000 años y con los humanos modernos hace 800 000 años.
El estudio realizado en 2016 por el equipo de Atapuerca y el Instituto Max Planck de Alemania, encabezado por Matthias Meyer y Svante Pääbo, fue concluyente: los humanos de la Sima de los Huesos tienen un estrecho parentesco con Homo neanderthalensis.
En octubre de 2015 se publicó también el análisis de dos molares, Denísova 4 y Denísova 8, pertenecientes a dos individuos diferentes de la especie del homínido de Denísova.
En 2018 se publicó el genoma obtenido de Denisova 11, un fragmento de hueso perteneciente a una joven híbrida de primera generación, hija de una mujer neandertal y un hombre denisovano.
Denny, como se la ha llamado, es el único homínido híbrido de primera generación jamás hallado; revela que los homínidos se cruzaron entre ellos más a menudo de lo que se pensaba. Esto puede sugerir que grupos extintos, como los neandertales, no desaparecieron sino que fueron absorbidos por nuestras especies. Tales eventos de intercruzamiento se pensaba que eran extraños: «la probabilidad de encontrar una primera generación de híbridos fue siempre considerada como infinitesimalmente baja», dice Katerina Harvati-Papatheodorou, de la Universidad de Tübingen, Alemania. Sin embargo, el profesor Pääbo dice que si los cruces fueran inusuales, no encontraríamos estos individuos como Denny tan fácilmente, ello sugiere «que estos grupos, cuando se encontraban, se mezclaban libremente unos con otros».
En cuanto a la epigenética, en abril de 2014, se publicó la metilación completa del ADN del Homínido de Denísova y del Neandertal. El mapa de metilación del ADN reconstruido permitió a los investigadores evaluar los niveles de actividad de los genes en todo el genoma denisovano y compararlos con los humanos modernos y con el neandertal. El estudio fue posible gracias a que los procesos de degradación del ADN antiguo, dejan diferentes marcas en las regiones metiladas y no metiladas del genoma. En el genoma denisovano se encontraron alrededor de 200 genes con distintos patrones reguladores.
Por otra parte, todo parece indicar que la especie de los denisovanos se dispersó ampliamente en el pasado, y además, que los actuales humanos de Papúa Nueva Guinea (población étnica papúa), Australia (aborígenes australianos e isleños del estrecho de Torres) y Melanesia (melanesios) tienen entre un 4 % y un 6 % de material genético de los homínidos de Denísova
(así como los europeos tienen un 2,5 % del genoma heredado de los neandertales).
Con la secuenciación del genoma completo del neandertal en 2013 por el grupo de Svante Pääbo, se ha avanzado en el conocimiento sobre el homínido de Denísova. Se ha apreciado un pequeño flujo de genes entre las especies neandertal y denisovana, de alrededor de un 5 %. Entre los genes para los que se observa una menor divergencia entre ambas especies se encuentran HLA y CRISP, relacionados con la inmunidad y el esperma, respectivamente.
Del análisis del genoma denisovano se ha concluido que los homínidos de Denísova se cruzaron con un grupo de los primeros seres humanos que en ese momento también vivían en Eurasia (0,5-8 %). Se ha presentado la hipótesis según la cual este desconocido tercer grupo arcaico, que se habría separado de los otros hace más de un millón de años, podría tratarse del Homo erectus.
A partir de la comparación del genoma de los restos de en ese momento con el del Hombre de Ust’-Ishim (Homo sapiens, río Irtysh en Siberia, Rusia), se ha comprobado que este segundo, que representa un intento de colonización de Eurasia a partir de África fallido en cuanto a la persistencia de descendientes actuales, no parece tener contribución de los denisovanos en su material genético, a pesar de encontrarse ambos relativamente próximos en tiempo y localización.

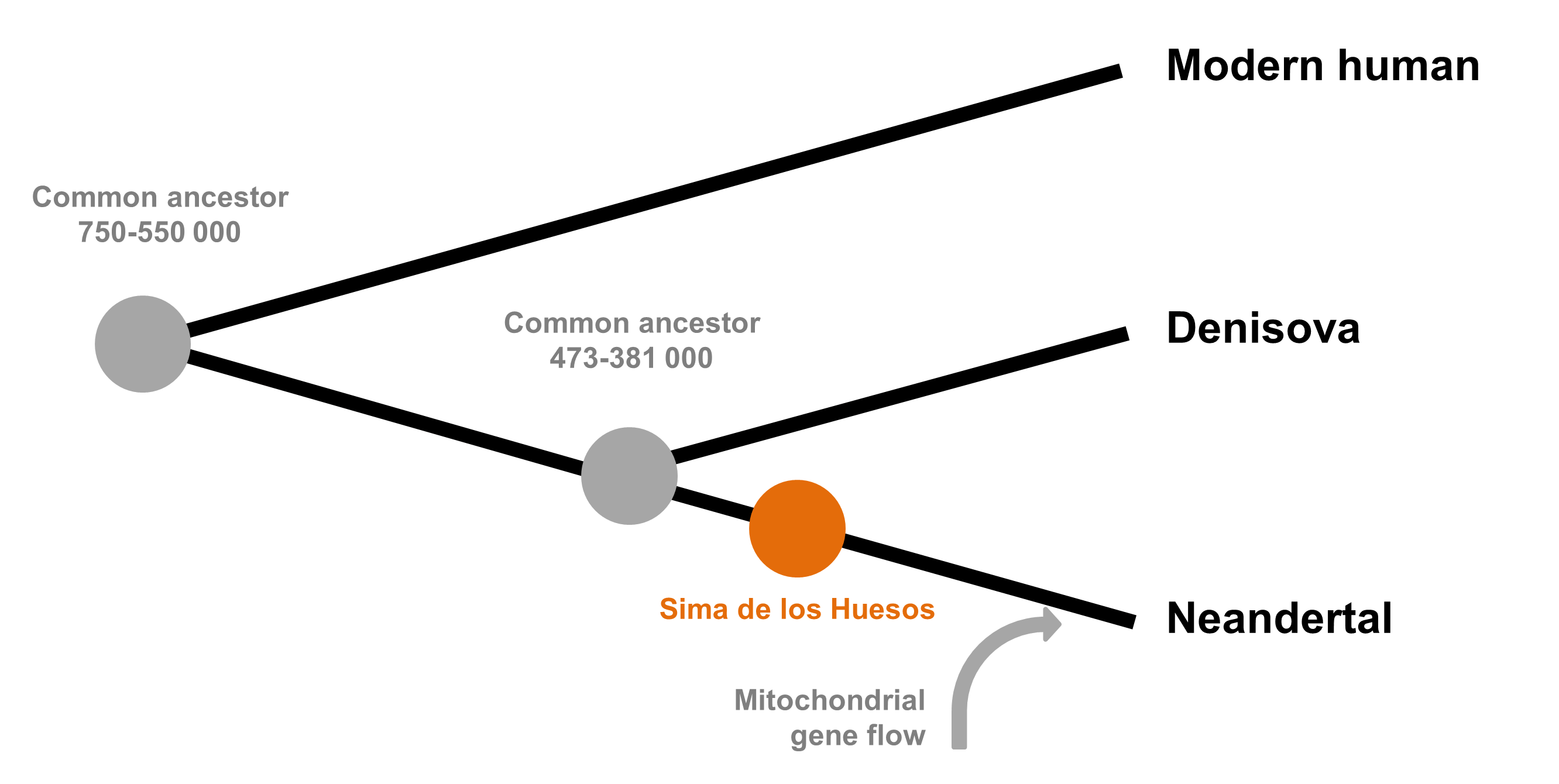
Si bien las fechas son inciertas, el gráfico puede reflejar los linajes de las especies relacionadas.

En el 2018, pruebas genéticas demostraron que Denny, restos fósiles de una hembra de al menos 13 años de edad que existió hace unos 50 000 años, tiene cromosomas que heredó de una madre Neandertal y de un padre denisovano. Es decir, se trata de un descendiente directo de dos especies humanas distintas y ahora extintas.

### Linaje mitocondrial y del cromosoma Y
En diciembre de 2013 se publicó en la revista 'Nature' que la secuenciación de ADN mitocondrial de un fémur procedente del yacimiento de la Sima de los Huesos, en Atapuerca, de hace 400 000 años, mostraba mayor relación con el ADN denisovano que con el neandertal,
lo que abría paso a la hipótesis de una compleja relación entre las distintas especies de Homo en Eurasia. Sin embargo, como quiera que tales resultados suponían una contradicción con los obtenidos por los estudios paleontológicos realizados por el equipo de Atapuerca y ésta podía deberse a la especial naturaleza de la herencia del ADNmt, que se transmite exclusivamente por vía materna, se hacía necesario secuenciar ADN nuclear en restos óseos de la Sima de los Huesos, el cual muestra la auténtica historia evolutiva de las poblaciones.
Para Bermúdez de Castro, aun cuando el análisis conjunto del ADN nuclear y del ADNmt todavía deja dudas sobre la mesa, este resultado contribuye a reforzar la pertenencia de los fósiles de la Sima de los Huesos a una población ancestral de los neandertales, cuyo recorrido evolutivo «simplemente sería mayor».
Si bien el ADN nuclear indica que denisovanos y neandertales son linajes hermanos, el análisis del ADN mitocondrial (ADNmt) ha encontrado por el contrario que los denisovanos divergieron tempranamente del grupo que condujo a los neandertales y humanos modernos.
En este mismo sentido, el análisis genético del cromosoma Y ha dado también el siguiente resultado:
|  | Denisovano                                                    |
|  |                                                               |
|  | \| \| Neandertal \| \| \| \| \| \| Humano moderno \| \| \| \| |
|  |                                                               |
|  | Neandertal                                                    |
|  |                                                               |
|  | Humano moderno                                                |
|  |                                                               |

|  | Neandertal     |
|  |                |
|  | Humano moderno |
|  |                |

|  | Denisovano                                                    |
|  |                                                               |
|  | \| \| Neandertal \| \| \| \| \| \| Humano moderno \| \| \| \| |
|  |                                                               |
|  | Neandertal                                                    |
|  |                                                               |
|  | Humano moderno                                                |
|  |                                                               |

|  | Neandertal     |
|  |                |
|  | Humano moderno |
|  |                |

Esta divergencia habría separado a los denisovanos hace unos 700 mil años, mientras que los neandertales divergieron de los humanos modernos hace unos 370 mil años. Ya en 2010, se identificó que de acuerdo con la evidencia del ADN mitocondrial, los denisovanos se habrían originado por una migración desde África que fue independiente de la de los neandertales y humanos modernos.